# 東醫寶鑑
《東醫寶鑑》（：／）是朝鲜宣祖御医许浚所编撰的一部漢文医学著作，成书于1610年，1613年正式刻版刊行。《东医宝鉴》共有25卷，由内景、外景、杂病、汤液、针灸5篇构成:63。该书以《黄帝内经》为理论基础，加之金元四大家的实际医学理论，并倡导朝鲜乡药运用的综合性医学理论和临床典籍:54。它的问世确立了韩医学的独立地位:24，并最早创用“东医”作为朝鲜传统医学的专用名:20。2009年，《东医宝鉴》被联合国教科文组织列入世界记忆遗产名录:前言1。
《东医宝鉴》与《乡药集成方》、《医方类聚》合称为朝鲜医学史三大古典著作:15:208。中国清朝《东医宝鉴》复刊本的序文如是评价此书：“其书是以内景、外形、杂病、汤液、针砭五者为大纲，各以其类别为目，又析为子母条分而件繁之，每举一类必考其原始，究其终极，证以脉法，各注所从出，示非意断，诚医学中徽宝之书也。”:80

## 成书背景与经过
许浚开始编撰《东医宝鉴》时正值壬辰倭乱。战乱期间，朝鲜无辜百姓死于疾病，救济百姓成为极为迫切的任务。但当时朝鲜医学却处在各种医学混合在一起，理论不統一的混乱局面中，既有传统医学，又有中国宋、金、元时期医学，还有刚刚传入的明朝医学。宣祖于是命许浚在明代医学的基础上，加入本国医学思想，编撰符合本土需要的新综合医书，纠正错误理论和处方，并选取正确的处方。:54-55
为完成这项任务，许浚与郑碏、杨礼寿、金应铎、李命源、郑礼男等朝鲜当时名医组织编辑局开始编纂。1597年，编书队伍由于倭军的入侵被迫解散。当时《东医宝鉴》只完成了基本的骨架。停战后，郑碏已经去世，杨礼寿已经衰老，郑礼男和李命源也不再从事医学。许浚于是只好独自一人继续编写。宣祖将宫中收藏的500本医书给了许浚以帮助他完成编撰。起初的编撰速度非常慢，到1608年宣祖突然驾崩时还没有完成一半。:55-56
宣祖的突然去世使许浚被剥夺官职及流放到义州。在流放期间，许浚得以全身心地投入到《东医宝鉴》的编撰，从1597年到1608年还没完成的一半，在1608年到1610年的流亡期间得以完成。从1596年开始到1610年成书，《东医宝鉴》的编写经历了两个王朝，一共花了14年的时间:56。1611年，李廷龟附加了序文，1613年11月，《东医宝鉴》完成印刷:81。

## 内容
《东医宝鉴》共有25卷（正文23卷，目录上下2卷），每卷独立成册，由内景篇（4卷）、外景篇（4卷）、杂病篇（11卷）、汤液篇（3卷）、针灸篇（1卷）5篇构成:63。许浚在《集例》中说：“今此书先以内景精气神脏腑为内篇；次取外景头面手足筋脉骨肉为外篇；又采五运六气、四象、三法、内伤、外感诸病之证，列为杂篇；末着汤液、针灸以尽其变。使病人开卷目击则虚实轻重、吉凶死生之兆，明若水镜，庶无妄治、夭折之患矣。” :61内景篇、外景篇和杂病篇中提出的病症有1130余种，复方3626首，单方915首。汤液篇中对15类1400中药材的形状、性味、采取方法、主治进行了说明:63。
研究中国医书英国剑桥大学李约瑟研究所的学者们在看了《东医宝鉴》后，认为将体内、体外、疾病、药物、针灸单独加以研究整理得到一篇著作中是非常有独创性，在医学界也是史无前例的。:63
| 内景篇 | 体内的世界   | 1身形、2精、3气、4神、5血                                                                                | 身体根源       |
| 内景篇 | 体内的世界   | 6梦、7声音、8语言、9津液、10痰饮                                                                         | 表现身体状态   |
| 内景篇 | 体内的世界   | 11五脏六腑总论、12肝脏、13心脏、14脾脏、15肺脏、16肾脏、17胆、18胃、19小肠、20大肠、21膀胱、22三焦、23胞 | 身体的中心器官 |
| 内景篇 | 体内的世界   | 24虫、25大便、26小便                                                                                     | 留在体内的     |
| 外形篇 | 体外的世界   | 1头、2面、3眼、4耳、5鼻、6口舌、7牙齿、8咽喉、9颈项                                                      | 头和脸部       |
| 外形篇 | 体外的世界   | 10背、11胸、12乳、13腹、14脐、15腰、16肋                                                                 | 躯体部分       |
| 外形篇 | 体外的世界   | 17皮、18肉、19脉、20筋、21骨                                                                             | 从体表到里     |
| 外形篇 | 体外的世界   | 22手、23足 24毛发、25前阴、26后阴                                                                        | 身体末端       |
| 杂病篇 | 疾病的世界   | 1天地运气、2诊查疾病的方法、3掌握症状的方法、4诊脉、5用药原则、6 吐下、7汗法、8下法                      |                |
| 杂病篇 | 疾病的世界   | 病理学的两个重点即外感和内伤。按外邪以此排列了风、寒、暑、湿、燥、火。                                   |                |
| 杂病篇 | 疾病的世界   | 无法区分外感和内伤的杂病                                                                                 |                |
| 杂病篇 | 疾病的世界   | 妇科和儿科疾病的治疗和预防                                                                               |                |
| 汤液篇 | 自然界的分类 | |                |
| 针灸篇 | 针和灸的世界 | |                |

## 编撰方式
《东医宝鉴》的编排体例很独特，其认识人体疾病的着眼点也与中国医家有所不同:57。中国汉、唐医学典籍一般都是按病症分类，着重方药之治。医学处于鼎盛时期的宋、元、明时期对汉、唐医籍的体例进行了发展，但仍以病症为纲，分门别类进行论述。一般是先以内、外、妇、儿等科分类，类下再以病症名称分门，诊法方药至于病症之内。许浚并没有按照这种传统方法来编辑《东医宝鉴》，而是另辟蹊径“先以内景精气神脏腑为内篇；次取外景头面手足筋脉骨肉为外篇；又采五运六气、四象、三法、内伤、外感诸病之证，列为杂篇；末着汤液、针灸以尽其变。使病人开卷目击则虚实轻重、吉凶死生之兆，明若水镜，庶无妄治、夭折之患矣。”:61许浚的这种编辑体例有如下一些特点。首先，朝鲜医学注重体质学说。不同体质的人，患病有差异，用药也有所不同。许浚用“内景”、“外形”来统御人体各种疾病，体现了他重视形体，并异形为主的医学观点。其次，这种体例条理清晰。在内景、外形、杂病、汤液、针灸五篇之下，又有分纲和目，再下则为各种病症、治法、用药等，可谓纲举目张。最后，《东医宝鉴》将诸多疾病的生成、症状、治法分散第附于人体各个脏器、肢体、器官等之上。这样便于阅读和查找:61-62。
《东医宝鉴》引用了83部中国医书和《乡药集成方》、《医方类聚》、《医林撮要》3部朝鲜本国医书，此外还引用道家养生、养性以及文史杂著等37部，总引用可查考有据的古籍达123部:57。许浚对引用的各种医书的内容，按他的体例，摘其要者，重新编排，自成体系，通过引文表达自己的学术观点，引文与体例融为一体。《东医宝鉴》的引文大致可分为四种情况。第一种是不加改动的全文引用。《内经》、《灵枢》、《难经》等经典文献都是这种情况。第二种是“意引”，按原意，适当引用而略加改动和取舍，摘其要者，为我所用。此类引文一般是诸家著述，各抒己见者。第三种是标明出处，简括其名。《东医宝鉴》的引文都标有出处，而且一般用简称。比如《丹溪心法》简称为“丹心”，《医学入门》简称为“入门”等。第四种是改变计量。《东医宝鉴》对引文改动最大就是方剂用药计量。许浚认为《局方》的用药量过多，而《医学正传》的药量过少，《古今医鉴》和《万病回春》的药量较为适量。一贴（剂）药总共七八钱或至一两，合于今人之气禀。他按此原则对原药量进行了改动。因此《东医宝鉴》所引方剂的用药量都与原书不同:-58。

## 刊本
《东医宝鉴》自问世以来，在朝鲜、中国、日本等国有多种刊本，广泛流传于亚洲各地。1613年，该书由朝鲜内医院正式出版，史称此版为癸丑内医院开刊本（初刻本），现藏于韩国首尔大学图书馆奎章阁。之后，朝鲜有1613年初刊本、1634年内医院重刻本、湖南观察营全州藏本、岭南观察营大邱藏本、1719年中秋内医院校正岭营改刊、1753年岭营版、1766年木版本等9种。在中国，有1763年壁鱼堂初刊本、1776年刊本、1796年英德堂刻本、1821年青云楼刻本、1877年广东近文堂刻本、1889年江苏江左书林翻刻本、1890年上海金章图书局石印、1917年上海广益书局影印等23种。在日本，有日本宽政11年（1799）训点重刊本、木版本、大阪书林本等33种。:-65-66

## 书名考
关于书名，许浚在《东医宝鉴》中说：“王节斋有言曰：东垣北医也……丹溪南医也……则医有南北之名尚夷，我国僻在东方，医学之道，不绝如线，则我国之医，亦可谓之东医也”。王节斋，即中国明朝医家王伦，著有《名医杂著》。他生平推崇张仲景、刘河间、李东垣和朱丹溪，故有此李东垣北医和朱丹溪南医之论。朝鲜宣祖对朝鲜医学界充满信心。许浚引用此语的目的是为了将朝鲜医学区别于中原，也表明朝鲜医学与中原医家并驾齐驱。《东医宝鉴》问世后，“东医”就特指朝鲜传统医学了。:94-95
对于宝鉴二字，许浚说：“鉴者，明照万物，莫逃其形。是以元时罗谦甫有《卫生宝鉴》，本朝垄信有《古今医鉴》，皆以‘鉴’字为名，意存此也。今是书披卷一览，吉凶轻重，皎如明镜，故遂以《东医宝鉴》名之者，慕古人之遗意矣。”:95

## 纪念
- 2013年9月6日至10月20日，许浚的故乡山清郡为了纪念《东医宝鉴》面世400周年举办了首届世界传统医药博览会[6]。
- 2013年，美国发行了“东医宝鉴发行400周年纪念邮票”和“许浚先生纪念邮票”[7]。